# Château-Larcher

Château-Larcher este o comună în departamentul Vienne, Franța. În 2009 avea o populație de 934 de locuitori.